# الدكتور الأول (دكتور هو)

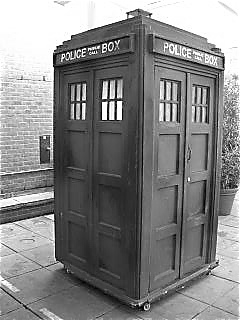

يعتبر الدكتور الأول، قائد سلسلة الخيال العلمي من إنتاج البي بي سي، مسلسل الدكتور هو.
مثّل الدكتور الأول، الممثل ويليام هارتنيل، من سنة 1963 إلى 1966، ثم أدى الدور مجدداً مع الدكتور الثالث في حلقة«الدكاترة الثلاث»، وذلك تخليداً للذكرى العاشرة على انطلاق المسلسل، وأثناء تصوير مشاهد الحلقة، كان هارتنيل مريضاً، بحيث أنه لم يستطع الظهور إلا في مرات قليلة. مثل دوره ريتشارد هاريندال، وذلك في حلقة«الذكاترة الخمس» سنة 1983.
الدكتور هو سيد زمن من الفضائيين، ذو مئات السنين من العمر، من كوكب غاليفري الذي يسافر عبر الزمن والفضاء في المركبة المتنقلة بين الأبعاد الواقعية في الفضاء والزمن، التارديس، أحياناً مع مرافقيه البشريين.
عندما تنتهي مهمة الدكتور في حكم الزمن، تحدث معه ظاهرة التجدد التي تعيده من دكتور شيخ، إلى دكتور شاب جديد حيوي، متغير الملامح لكن بنفس أفكار الدكتور السابق. وبهذا يكون الدكتور الأول (و. هارتنيل)، الجسد الأصلي للدكتور، لأنه بالطبع أول دكتور. حدثت ظاهرة التجدد، بعد قرارٍ من هارتنيل ترك تأدية دور الدكتور في المسلسل، بسبب كبر سنه، حيث أنه مثل الدور لثلاث سنوات متتالية.

## مرافقو الدكتور الأول
| أسماء الشخصيات، وأدوارها، وأسماء ممثليها الحقيقيين |                                |                    |
| اسم الشخصية                                        | الشخصية (الدور)                | اسم الممثل الحقيقي |
| سوزان فورمان                                       | الابنة الكبرى للدكتور          | كارول آن فورد      |
| إيان تشيستيرتون                                    | استاذ ابنة الدكتور في المدرسة  | ويليام روسيل       |
| باربارا ورايت                                      | استاذة ابنة الدكتور في المدرسة | جاكلين هيل         |

## السيرة الذاتية للشخصية
الدكتور شخصية عجيبة، لا يعرف أحد عنها إلا القليل من الأشخاص، باستثناء ابنته الكبرى سوزان فورمان، بحيث أنهما قدما من زمكان آخر. لديه مركبة تسافر عبر الأبعاد المتعلقة الواقعية في الفضاء (اختصار: التارديس)؛ والتي تظهر على شكل مخدع هاتفي للإتصال بالشرطة، تبدو صغيرة من الخارج، لكنها واسعة، فسيحة وضخمة من الداخل. يصف الدكتور نفسه وابنته، أنهما هاربين، دون ذكر سبب الهرب... لم يكشف اسم شعب الدكتور «أسياد الزمن» إلا مع الدكتور الثاني، واسم كوكبه (الموطن الأصلي) غاليفري إلا مع الدكتور الثالث.
أول حلقات المسلسل كانت بافتتاح مع زوج من المدرسين في لندن عام 1963، إيان تشيستيرتون وباربارا ورايت، المكتشفين لأمر سوزان، تلميذتهما، التي تعتقد بذكائها أن كل ما يدرس في مادتي التاريخ والرياضيات خطأ. تتبع الأستاذان خطوات تلميذتهما حتى يعرفا منزلها، ليتحدثا مع والديها، وسرعان ما يتفاجأن أن منزلها هو التارديس، وهي ابنة الدكتور الذي سيقلع بمركبته نحو اكتشاف المجهول. يكتشف الأستاذان خصائص الدكتور، ليعود إلى العام مائة ألف قبل الميلاد (حلقة: طفل غير أرضي) ويضيعان سنتين في اكتشاف الفضاء والزمن، بحيث أنه في الحلقات الأولى لم يكن للتارديس أي نظام للملاحة، رغم أنها متطورة للغاية.
التقى الدكتور الأول مع كائنات الداليك والسايبرمانز، جنسين من الكائنات الذان أصبح ألذ أعداء الدكتور. كما وتأخدهما التارديس في أحداث زمنية أرضية معروفة، مثل حلقة «حكم الأراضي زمن الثورة الفرنسية»، وحلقة «لقاء ماركو بولو في الصين»، وزيارة شعب الأزتك وسط المكسيك.
عندما وقعت سوزان في حب المدافع عن الإنسانية دايفيد كامببيل، تركها الدكتور معه، حتى تبني حياة جديدة، وذلك في القرن 22، في حلقة «غزو الداليك العظيم للأرض»، واعداً إياها بعودته في يومٍ من الأيام. ثم غادر الدكتور، إيان وباربارا إلى كوكب ديدو، حيث دافعو عنه من الكائن الشرير فيكي.

## الشخصية
كان للدكتور شخصية عجيبة. فهو عادة رجل عجوز ذو تجاعيد على الوجه. وكما قال معدل السكريبت دايفيد وايتايكر:
| الدكتور الأول (دكتور هو) | دكتور هو رجل عجوز، ذو تجاعيد كثيرة، لكن غير ظاهرة كثيراً، مثلما ينطبق على ديك رومي كبير السن | الدكتور الأول (دكتور هو) |

يعلم الدكتور كل شيء عن العلوم، لكنه ينسى أحياناً، لهذا فهو ليس قادراً بعد على قيادة التارديس بشكلٍ صحيحٍ، فهكذا تصفه أخته بأن: جدها أكثر مخلوق ينسى في الكون، ولكن التارديس تعتمد في قيادتها فقط على أوامر الدكتور. اخترعت التارديس، لتُقَادَ بواسطة 6 من القائدين، وهذا ما يبين مشقة قيادة التارديس على الدكتور، بعد تعلم أسرار قيادتها الصحيحة.
بعدها، بدأ الدكتور يستمتع بأسفاره في أبعاد الفضاء والزمن. تظهر شخصية الدكتور كاملة، في قصة "ماركو باولو"، حيث أظهر (من جوانب شخصيته) أنه مفرط في حب حفيدته الصغيرة سوزان، مثل باقي الأجداد من نوعه (أسياد الزمن). يبين لنا ويليام هارتنيل أن الدكتور أنه ما بين صفات شخصية الساحر، المذهل، والعجيب، وصفات شخصية أكبر شخصية عجيبة معروفة في أعياد الميلاد.
بول ماك غان، الذي أدى دور الدكتور الثامن، قال عن الدكتور الأول:
| الدكتور الأول (دكتور هو) | الدكتور الأول، صراحة، شخصية تشبه إلى حد ما شخصية الفيكتوريانز (شخصية بالمسلسل)، التي تجمع بين الإخافة أحياناً، وبين الحنان على أفراد الأسرة. (خصوصاً أن الدكتور الأول كان عطوفاً جداً على ابنته) | الدكتور الأول (دكتور هو) |

## الظهور
صممت بذلة الدكتور من طرف ناتانز، شركة تصميم ألبسة للمسرح. يرتدي الدكتور الأول ملابس عبارة عن:
- معطف أسود.
- قميص بدون أكمام من صوف الغزال.
- سروال (للحفلات الرسمية!).
- خاتم بحجارة ثمينة طويلة زرقاء.
- شعر طويل أبيض.[5]

إكسسوارات إضافية يرتديها الدكتور هي:
- نظارة مفردة.
- عكاز خشبي منحوت.
- وشاح.
- قبعة بصوف الكاراكول.

في حلقة واحدة، شوهد الدكتور يذخن شيشة ذات أنبوب طويل.